# Pierre l'Arétin
Pour les articles homonymes, voir Arétin et Aretino.
Pierre l’Arétin ou Pierre Arétin (en italien Pietro Aretino), nommé « le divin Arétin », est un écrivain, poète, satiriste, dramaturge et maître chanteur italien, né le 20 avril 1492 à Arezzo (Toscane) et mort le 21 octobre 1556 à Venise (Vénétie). Il exerça une influence sur l'art et la politique contemporains. Il est l’un des écrivains les plus influents de son époque et un critique fervent des puissants. En raison de ses relations et de ses sympathies avec les réformateurs religieux, il est considéré comme un protestant nicodémite,, .

## Biographie

### Origines et jeunesse
Pierre l’Arétin naît en 1492 à Arezzo (l’Arétin signifiant « venant d’Arezzo ») de Luca Del Tura, un cordonnier, qui abandonne sa famille pour rejoindre la milice. Son père retourne plus tard à Arezzo, mourant finalement dans la pauvreté à l'âge de 85 ans, non pardonné par son fils, qui n'a jamais reconnu le nom paternel, prenant Aretino comme nom de famille. Sa mère, Margherita, est connue sous le nom de Tita Bonci. Avant ou après l'abandon (on ne sait pas quand), elle noue une relation durable avec un noble local, Luigi Bacci, qui aide Tita, Pietro et ses deux sœurs, et élève Pietro comme faisant partie de sa propre famille.

### Rome
Banni de sa ville natale, il passe une décennie à Pérouse avant d’être envoyé, hautement recommandé, à Rome, où le riche banquier Agostino Chigi, mécène de Raphaël le prend sous son aile.
En 1516, meurt l'éléphant Hanno, animal de compagnie du pape Léon X, et Pierre l'Arétin écrit un pamphlet satirique intitulé La dernière volonté et le testament de l'éléphant Hanno. Le testament fictif se moque habilement des principales personnalités politiques et religieuses de Rome de l’époque, dont le pape Léon X lui-même. Le pamphlet a du succès et lance sa carrière ; l’Arétin fait parler de lui à Rome par ses satires mordantes, qui le font devenir célèbre, finalement connu sous le nom de « Fléau des Princes ».
Après la mort de Léon X en 1521, son mécène est le cardinal Giulio de Médicis, dont les concurrents pour le trône papal souffrent des propos calomnieux de l'Arétin. L'arrivée du pape néerlandais Adrien VI, « la tedesca tigra » (« la tigresse allemande ») selon ses mots, l'encourage à chercher de nouveaux clients en dehors de Rome, principalement auprès de Frédéric II de Mantoue à Mantoue et auprès du condottiere Jean des Bandes Noires. L'élection de son ancien mécène Médicis comme pape sous le nom de Clément VII le renvoie brièvement à Rome.

### I Modi
L'Arétin s'enrichit, vivant dans le cercle lettré de son mécène, aiguisant ses talents satiriques sur les potins de la politique et de la Curie romaine, et transformant la grossière pasquinade romaine en une arme de satire, jusqu'à ce que, ses Sonnets luxurieux écrits pour accompagner la série de dessins d'une beauté exquise mais très pornographique de Giulio Romano, gravés par Marcantonio Raimondi sous le titre I Modi, publiés en 1524, provoquent finalement un tel scandale qu'il doit fuir temporairement Rome en 1525. Cet écart lui vaut de perdre la protection du pape Clément VII. Des menaces de mort et une tentative d'assassinat de la part d'une des victimes de sa plume, l'évêque Giovanni Matteo Giberti, en juillet 1525, l'amènent à circuler dans le Nord de l'Italie au service de différents nobles, se distinguant par son esprit, son audace et ses talents brillants et faciles, jusqu'à ce qu'il s'installe définitivement à Venise en 1527, la ville la plus opposée au pape en Italie, « siège de tous les vices » note avec enthousiasme l'Arétin.

### Venise

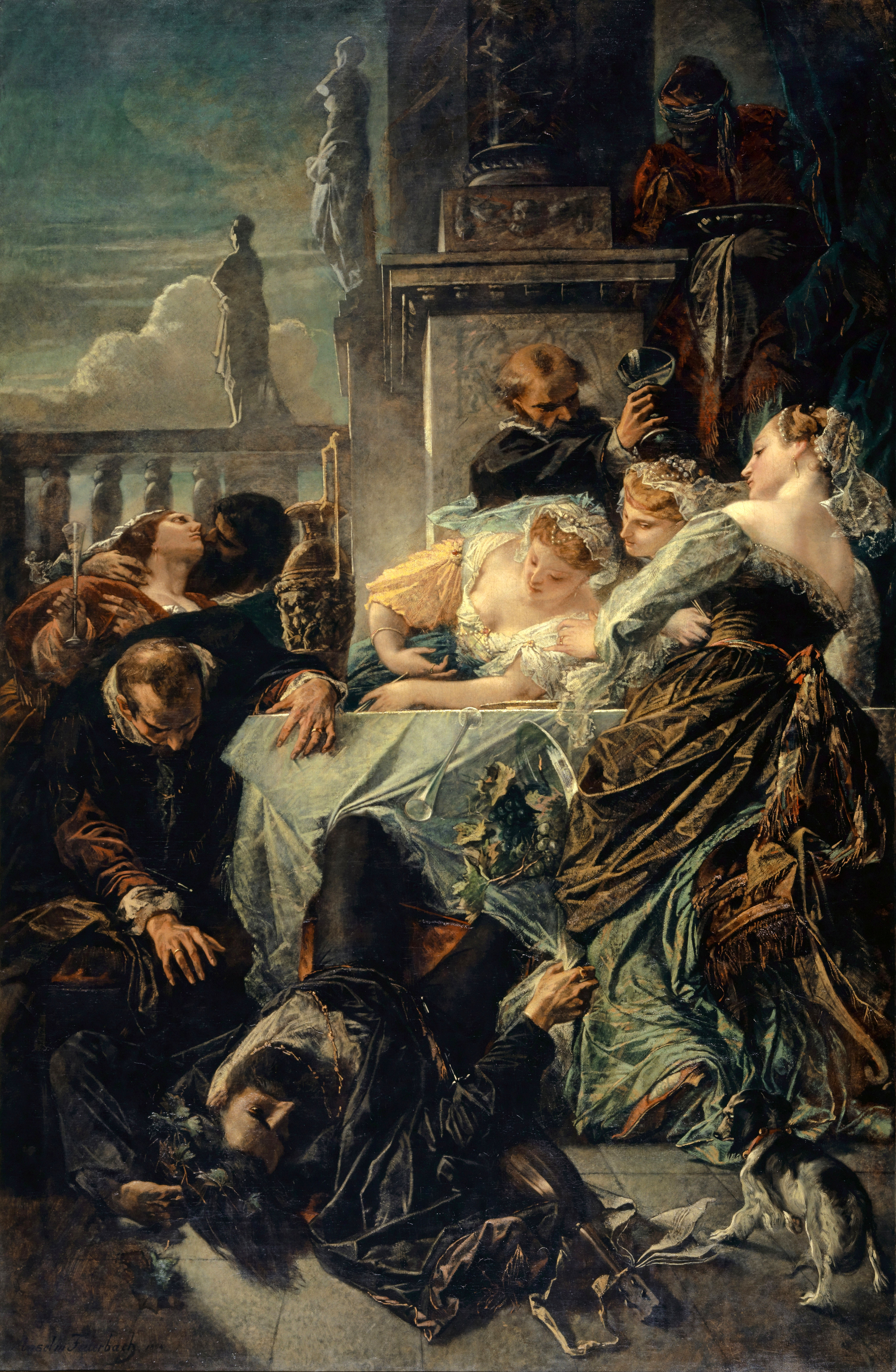
Anselm Feuerbach, La Mort de pierre l'Arétin, 1854, Kunstmuseum (Bâle).

En sécurité à Venise, l'Arétin devient maître chanteur, extorquant de l'argent aux hommes qui ont sollicité ses conseils dans le vice. Il « gardait tout ce qui était célèbre en Italie dans une sorte d'état de siège » selon Jacob Burckhardt . Il publie sa correspondance, mettant ainsi sous pression tout ce que l’Italie compte de notables. Il n’épargne pas dans ses écrits satiriques les princes et les grands : la plupart, pour éviter les traits de sa satire, lui font des présents considérables. Ainsi François Ier et l’empereur Charles Quint le subventionnent en même temps, chacun espérant quelque dommage pour son rival, puis le mettent simultanément à la retraite, chacun espérant que la réputation de l'autre sera ternie. « Le reste de ses relations avec les grands n'est que mendicité et extorsion vulgaire », selon Burckhardt. Addison déclare qu'« il a mis la moitié de l'Europe sous contribution ».
Sur la fin de sa vie, il publie par ailleurs diverses œuvres pieuses, une traduction italienne des Psaumes de David, trois livres « sur l’humanité de Jésus Christ » ainsi qu’un livre sur la Passion du Christ.
D’après la tradition, l'Arétin serait mort étouffé d'avoir « trop ri » : on raconte qu'au cours d’un copieux repas, une plaisanterie particulièrement obscène lui provoque une incroyable crise de rire qui le fait tomber à la renverse et qu'ainsi il se fend le crâne. La vérité la plus banale est peut-être qu’il est mort d’un accident vasculaire cérébral ou d’une crise cardiaque.
En 1559, trois ans après sa mort, l'ensemble de son œuvre est répertorié dans l' Index librorum prohibitorum par Paul IV. Les premières traductions anglaises de certains de ses textes les plus osés sont arrivées sur le marché récemment.

### Personnalité

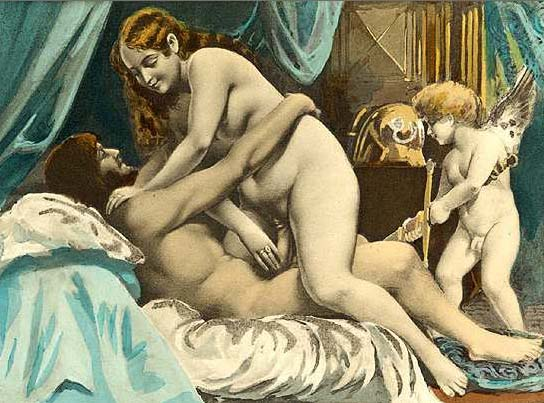
Illustration érotique de Paul Avril pour une édition des Sonnets luxurieux, 1892.

L'Arétin est un amoureux des hommes, se déclarant « sodomite » depuis sa naissance. Dans une lettre à Giovanni de Médicis écrite en 1524, il joint un poème satirique disant qu'en raison d'une aberration soudaine, il est « tombé amoureux d'une cuisinière et était temporairement passé des garçons aux filles... » (Mon cher garçon). Dans sa comédie Il marescalco, le personnage principal est ravi de découvrir que la femme qu'il a été forcé d'épouser est en réalité un page déguisé. Alors qu'il était à la cour de Mantoue, il développe une amourette pour un jeune homme appelé Bianchino et agace le duc Frédéric II en lui demandant de plaider auprès du garçon en son nom.
Ses Ragionamenti, propos d’une prostituée à divers interlocuteurs composés comme des « raisonnements » en forme de dialogue platonicien, tournent en dérision la société de son temps et particulièrement les sacrements religieux (vœux monastiques, mariage). Un des personnages est la Nanna, une ancienne courtisane qui évoque son expérience.
L’Arétin était un ami personnel du Titien, qui fit au moins trois portraits de lui. Il fut un proche de Giuseppe Betussi, de Giorgio Vasari, Jules Romain, Raphaël et du Parmigianino. Il est considéré comme un pionnier de l'histoire de l'art et de la critique.

## Œuvre

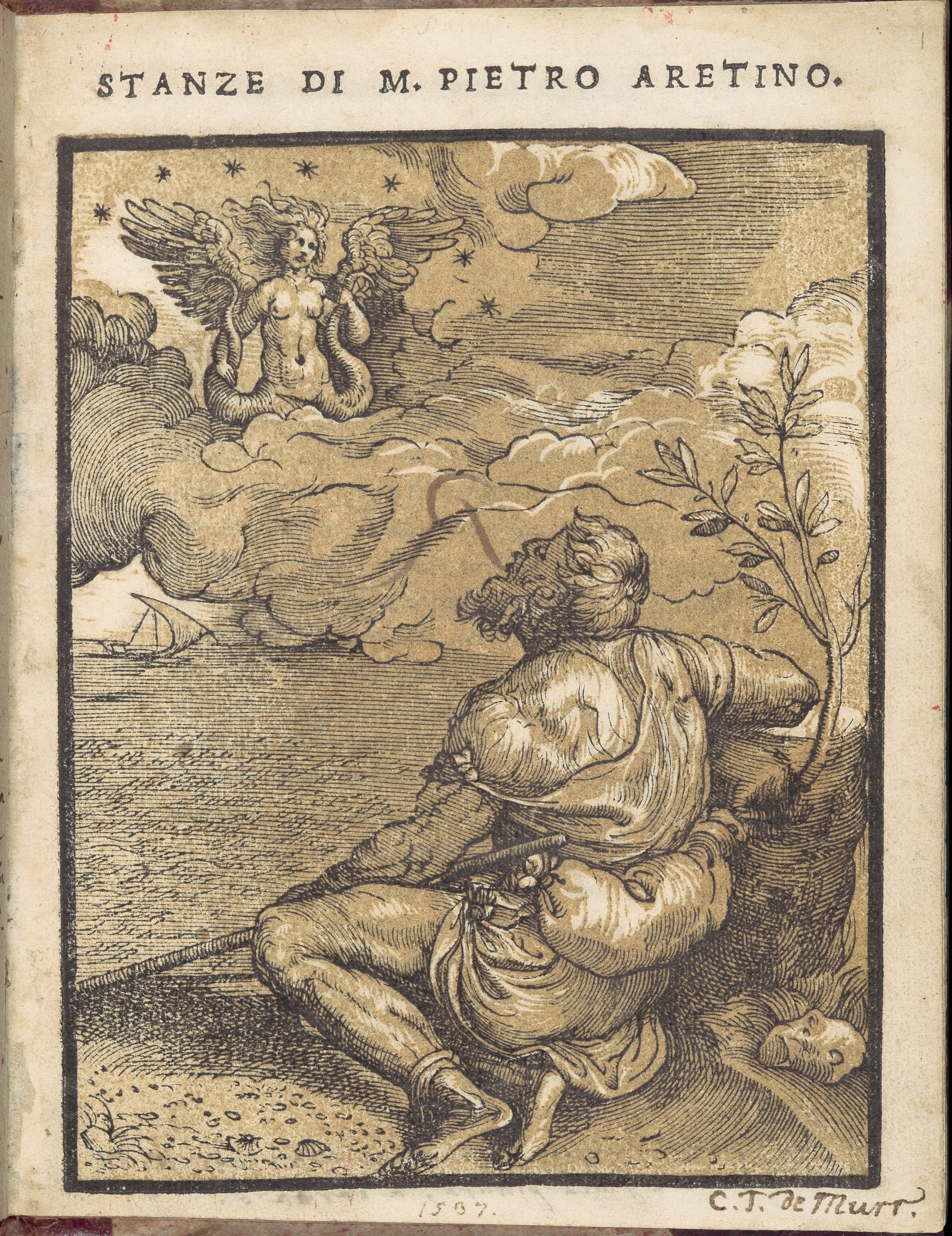
Stanze di M. Pietro Aretino, gravure sur bois par Giovanni Britto, 1537

Outre les textes sacrés et profanes – une satire de dialogues néoplatoniciens solennels de la Renaissance, se déroulant dans une maison close – et cinq comédies, dont La Courtisane et La Talenta. On connaît l'Arétin principalement pour ses lettres, pleines de flatteries littéraires qui pouvaient tourner au chantage. Elles circulèrent largement sous forme manuscrite ; il les rassembla et les publia à intervalles réguliers, gagnant autant d'ennemis que de renommée, et lui valut le dangereux surnom que lui donna l'Arioste, le « fléau des princes ». Il est aussi l’auteur de la tragédie Les Horaces (1546).

### Liste des œuvres
- L'Œuvre du divin Arétin, Introduction et notes par Guillaume Apollinaire, Bibliothèque des curieux, Paris, 1909[15] 1910[16].
- Lettres, trad. André Chastel et Nadine Blamoutier, Scala, 1988.
- Les Sonnets luxurieux (Trad. Paul Larivaille, Présentation Didier Ottinger, dessins de Vincent Corpet), Paris, Deyrolle, 1991, 117 p. (BNF 36203544).
- Sonnets luxurieux, dessins de Giulio Romano, trad. Paul Larivaille et Alcide Bonneau, Payot, 1996.
- L'éducation de la Pippa (extrait du Ragionamenti, trad. Alcide Bonneau) Allia, 1997  (ISBN 2-911188-39-X).
- Les roueries des hommes (extrait du Ragionamenti, trad. Alcide Bonneau) Allia, 1997  (ISBN 2-911188-49-7).
- La ruffianerie  (extrait du Ragionamenti, trad. Alcide Bonneau) Allia, 1997  (ISBN 2-911188-50-0).
- Ragionamenti, trad. Giovanni Aquilecchia et Paul Larivaille, Les Belles Lettres, 2 vol., 1998 et 1999 (réédition 2008),  (ISBN 978-2-251-73001-1 et 978-2-251-73003-5).
- La Courtisane, trad. Paul Larivaille, Les Belles Lettres, 2005.
- Ragionamenti (extraits: La vie des nonnes. La vie des femmes mariées. La vie des courtisanes)  trad. Alcide Bonneau, Allia, 2008  (ISBN 978-2-84485-289-2).
- Les Trois Livres de l'humanité de Jésus-Christ, traduits de l'italien en français par Pierre de Larivey, Éditions Honoré Champion, 2009.

## Représentations

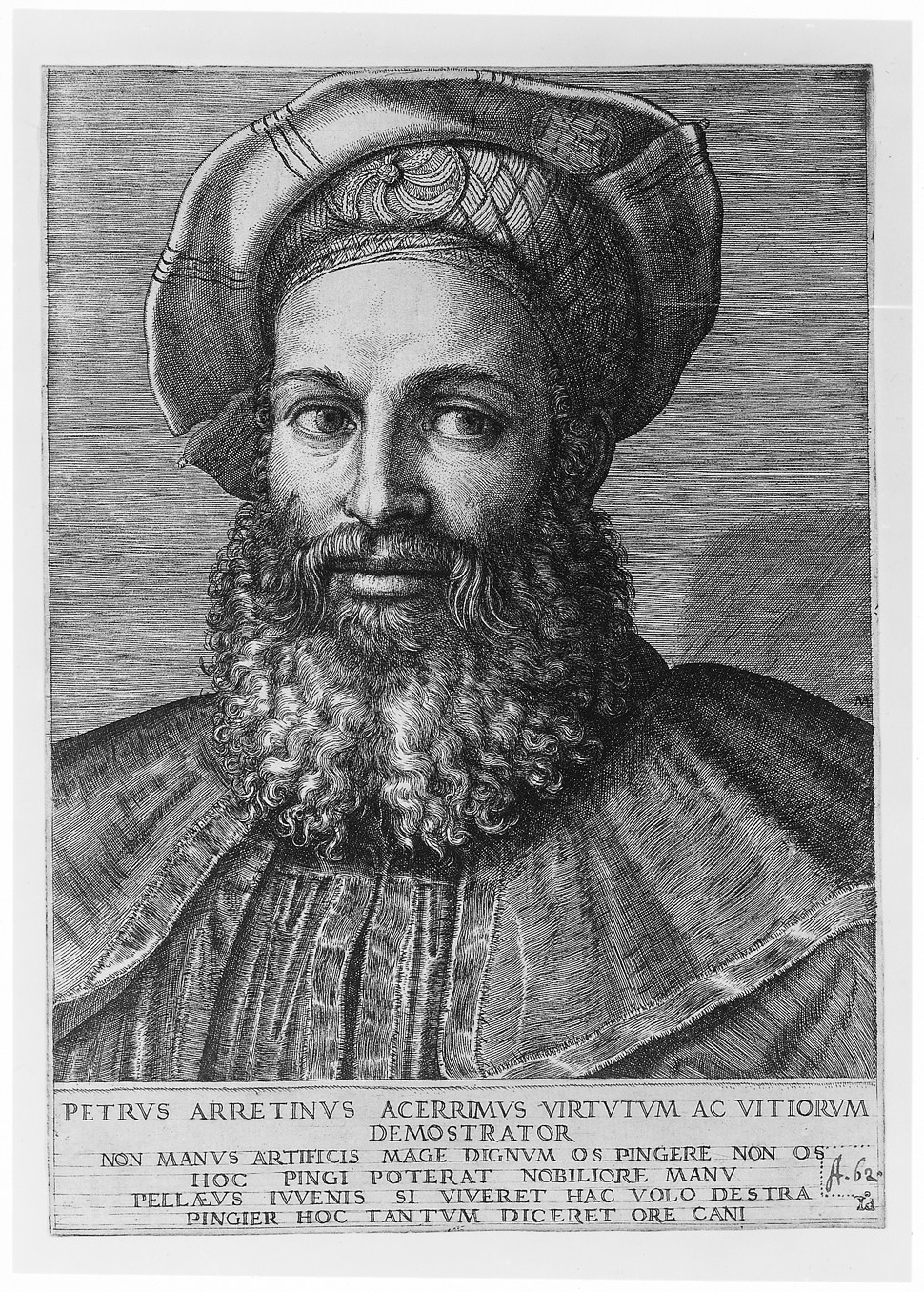
Marcantonio Raimondi, Portrait de Pierre Aretino, gravure d'après Titien, vers 1517-1520, Metropolitan Museum of Art.

L'Arétin est un ami proche de Titien : la relation entre l’écrivain et le peintre est devenue particulièrement étroite au cours des presque trente années passées par l'Aretin à Venise. Il devint le compagnon de vie le plus proche de Titien, son critique le plus sensible, ainsi que son conseiller, agent, publiciste, collecteur de dettes, secrétaire et « parasite ». Titien a peint son portrait trois fois : un portrait de 1527 au Kunstmuseum (Bâle), un portrait de 1537 à The Frick Collection et un portrait de 1545 au palais Pitti. Luba Freedman mentionne un quatrième portrait, datant « d'au plus tard en 1535 », mais Xavier F. Salomon, conservateur en chef de la Frick Collection, dit qu'« il n'y a aucune preuve qu'il ait jamais existé ». Clément VII a fait l'Arétin chevalier de Rhodes et Jules III l'a nommé chevalier de Saint-Pierre, mais la chaîne qu'il porte pour son portrait de 1545 n'est peut-être qu'un simple bijou.
Titien a également dépeint l'Arétin comme Ponce Pilate dans son tableau Ecce Homo au Kunsthistorisches Museum,, « comme un soldat anonyme dans la foule » dans l'Allocution d'Alphonse d'Avalos au musée du Prado de Madrid, et à côté d'un autoportrait dans La Gloria, également au Prado, mais Xavier Salomon écrit : « Dans l’histoire de l’art, les choses se répètent sans cesse et deviennent des faits. Il n’y a aucune raison pour Aretino d’être dans le Gloria de Titien et l’homme habituellement identifié comme Aretino lui ressemble à peine. Je suis absolument convaincu que ce n’est pas lui. »
Titien est loin d'être le seul artiste à avoir représenté l'Arétin. Aucune autre célébrité du Cinquecento n'a probablement vu son image reproduite aussi souvent et sur autant de supports : peintures, fresques, sculptures, gravures, médailles. À différentes étapes de sa vie, l'Arétin a également été représenté par Sebastiano del Piombo, Alessandro Bonvicino, Francesco Salviati, Le Tintoret et Giorgio Vasari. Son portrait a été gravé par Marcantonio Raimondi et Jean Jacques Caraglio. Son portrait a été reproduit sur des médailles par Leone Leoni, Francesco Segala, Alfonso Lombardi et Alessandro Vittoria et son image a été sculptée par Jacopo Sansovino et Danese Cattaneo.

## Le Jugement dernier

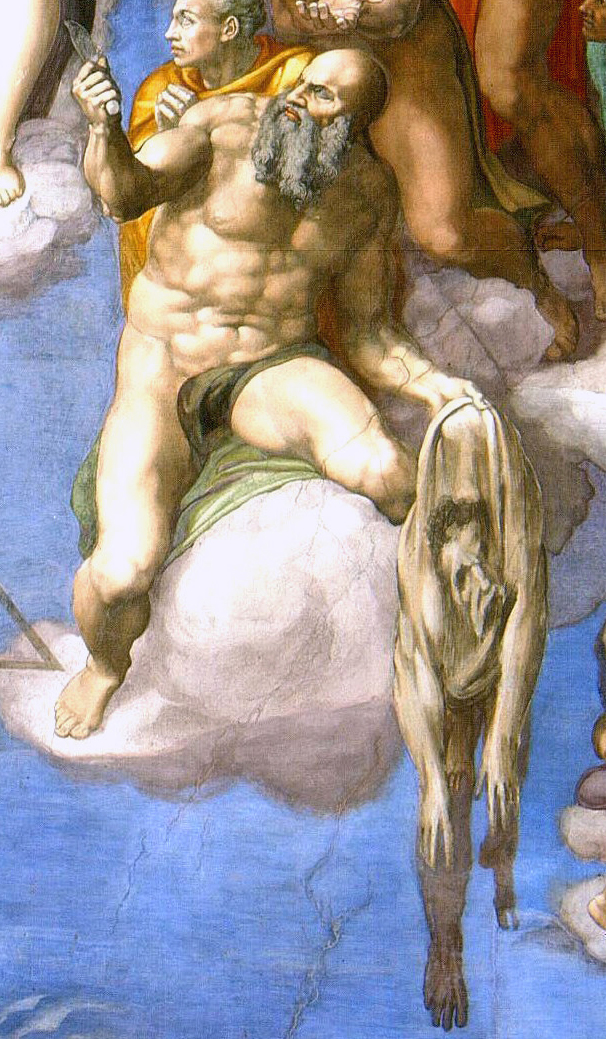
Saint Barthélemy, dont l'Arétin est le modèle, exhibant sa peau écorchée, dans Le Jugement dernier de Michel-Ange dans la Chapelle Sixtine.

En novembre 1545, l'Arétin écrit une lettre ouverte à Michel-Ange critiquant la nudité du Jugement dernier. Dans ses dialogues, La Nanna, il écrit , « démontrez la supériorité de ma réserve sur votre indiscrétion, puisque moi, tout en traitant des thèmes lascifs et impudiques, j'utilise un langage avenant et convenable, je parle dans des termes irréprochables et inoffensifs pour des oreilles chastes. Vous, au contraire, présentant un sujet si affreux, exposez des saints et des anges, ceux-ci sans décence terrestre, et ceux-là sans honneurs célestes[…]. Votre art serait chez lui dans quelque bain voluptueux, certainement pas dans la plus grande chapelle du monde[…]. Je le fais. N'écrivez pas cela par ressentiment pour les choses que je vous ai demandées. En vérité, si vous m'aviez envoyé ce que vous aviez promis, vous n'auriez fait que ce que vous auriez dû le plus ardemment désirer dans votre propre intérêt. » John Addington Symonds écrit : « Le véritable objectif d'Aretino était de soutirer au grand maître un croquis ou un dessin inestimable. Cela ressort d'une deuxième lettre écrite par lui le 20 janvier 1538. »
Symonds décrit la réponse de Michel-Ange à la lettre de l'Arétin de novembre 1545 : « Sous la forme d'un compliment élaboré, il cache le mépris qu'il a dû concevoir pour l'Arétino et ses conseils insolents. Pourtant, il savait à quel point l'homme pouvait être dangereux et se sentait obligé de lui faire plaisir. » Dans Le Jugement dernier achevé en 1541, il avait peint saint Barthélemy montrant sa propre peau écorchée. « [L] a peau écorchée et affaissée […] de nombreux érudits pensent qu'elle représente ses propres traits. Fait intéressant, le visage de saint Barthélemy [qui tient la peau] est similaire au visage de Pietro Aretino, l'un des principaux persécuteurs de Michel-Ange. » Mais ces ressemblances n'ont aucun rapport avec la lettre de l'Aretin à Michel-Ange. Bernadine Barnes écrit qu' « aucun critique du XVIe siècle n'a remarqué [que la peau écorchée représente Michel-Ange]. Aucun critique contemporain n'a non plus remarqué le portrait de Pietro Aretino dans la fresque. [...] [L]es spectateurs de notre époque l'ont souvent vu comme saint Barthélemy, qui brandit un couteau dans une main et tient la peau avec l'apparence du visage de Michel-Ange dans l'autre. Cependant, la critique de l'Arétin [de Michel-Ange] n'a été écrite qu'en 1545, quatre ans après l'achèvement de la fresque. Même le bon ami d'Aretino, Vasari, ne l'a pas reconnu. »

## Héritage
L'Arétin est fréquemment mentionné dans les œuvres anglaises de la période élisabéthaine et ultérieure et apprécié différemment, dans des commentaires allant de « C'était l'un des fripons les plus spirituels que Dieu ait jamais faits » de Thomas Nashe (Le Voyageur malchanceux)  à « ce fameux ridicule d'Arezzo » dans Areopagitica de John Milton.
Le voyageur anglais Sir John Reresby a visité la tombe du « poète profane obscène » dans l'église San Luca Evangelista à Venise au milieu des années 1650. Il raconte que l'épitaphe suivante avait été enlevée par les inquisiteurs : « Qui jace Aretin, poeta Tusco, qui dice mal d'ogni uno fuora di Dio; scusandosi dicendo, Io no'l cognosco. » Il traduit cela par « Ici repose Aretin, le poète toscan, qui tout le monde a abusé sauf Dieu, et pourquoi ? il a dit qu'il ne le connaissait pas. » Le tombeau dans l'église n'existe plus depuis que l'église a été démolie. Le premier biographe de l'Arétin déclare qu'il n'y avait aucune épitaphe sur la tombe.
Apollinaire traduisit et annota ses œuvres en deux tomes vers 1910. Dans Les Diables amoureux, il lui consacre un chapitre intitulé « Le Divin Arétin ».
En 2007, le compositeur Michael Nyman a mis en musique quelques-unes des Sonetti lussuriosi de l'Arétin sous le titre 8 Lust Songs. Une fois de plus, les textes de l'Arétin ont provoqué une controverse : lors d'une représentation au Cadogan Hall de Londres en 2008, les programmes imprimés ont été retirés à la suite d'allégations d'obscénité.

## Pierre l'Arétin au cinéma
Presque tous les films italiens sur Pierre l'Arétin sont à la fois érotiques et comiques, typiques du genre decamerotico.
- 1972 : Les Contes pervers de l'Arétin (E si salvo solo l'Aretino Pietro con una mano avanti e l'altra dietro...) de Silvio Amadio
- 1972 : Les Pages galantes de l'Arétin (Le notti peccaminose di Pietro l'Aretino) de Manlio Scarpelli
- 1972 : Fiorina la vacca de Vittorio De Sisti
- 1972 : V'là que les nonnes dansent le tango ! (it) (Fratello homo sorella bona) de Mario Sequi
- 1972 : Décaméron 3 (Novelle galeotte d'amore) d'Antonio Margheriti
- 1972 : Les Plaisirs charnels du nouveau Décaméron 300 (Decameron '300) de Renato Savino
- 1972 : Ton diable dans mon enfer (it) (Metti lo diavolo tuo ne lo mio inferno) de Bitto Albertini
- 1972 : Don Pépès (I racconti romani di una ex novizia) de Pino Tosini
- 1972 : Les Contes interdits de l'Arétin (L'Aretino nei suoi ragionamenti sulle cortigiane, le maritate e... i cornuti contenti) de Enrico Bomba
- 1973 : ...e continuavano a mettere lo diavolo ne lo inferno (it) de Bitto Albertini
- 1973 : Fra' Tazio da Velletri (it), de Romano Gastaldi et Joe D'Amato
- 1973 : Contes érotiques ou la Sexologie de Pierre l'Arétin (I giochi proibiti de l'Aretino Pietro) de Piero Regnoli
- 1973 : Histoires scélérates (Storie scellerate) de Sergio Citti
- 1973 : Les Contes pervers (Novelle licenziose di vergini vogliose) de Joe D'Amato
- 2001 : Le Métier des armes (Il mestiere delle armi) d'Ermanno Olmi

## Pierre l'Arétin en littérature
Michel Zevaco 1909 :  
- - Le pont des soupirs
  - Les Amants de Venise

## Source
- (en) Cet article est partiellement ou en totalité issu de l’article de Wikipédia en anglais intitulé « Pietro Aretino » (voir la liste des auteurs).